# Villa sans souci
Pour plus de détails, voir Fiche technique et Distribution.
Villa sans souci est un film français réalisé par Maurice Labro, sorti en 1955.

## Fiche technique
- Titre : Villa sans souci
- Réalisation : Maurice Labro
- Scénario : Michel Dulud
- Décors : René Renoux
- Photographie : Jean Lehérissey
- Son : Jean Rieul
- Montage : Charles Bretoneiche
- Musique : Francis Lopez
- Production : Ciné Sélection - Miramar Productions
- Format : Noir et blanc - 1,37:1 - 35 mm - Son mono
- Pays :  France
- Genre : Comédie dramatique
- Durée : 99 minutes
- Date de sortie : 
  - France : 12 juillet 1955
- Affiche : Guy-Gérard Noël (France)

## Distribution
- Jean Bretonnière : Jean Latour
- Geneviève Kervine : Maguelène et Maud Mallez
- Lucien Baroux : Dr. Mallez
- Marcel Charvey : Gilbert Boucherolles
- Roméo Carles : L'avocat Legardon
- Jean-Roger Caussimon : Jarewski
- Micheline Dax : Mme Jarewski
- Albert Dinan : Le commissaire
- Mireille Perrey :  Mme Legardon
- Marguerite Pierry : La grand-mère Mallez
- Jacqueline Maillan : Adélaïde Legardon
- Hennery : le maître d'hôtel
- Palau
- Denise Grey
- Jean Lefebvre
- Roger Féral